# Mort d'accompagnement
 (novembre 2022).
La mort d'accompagnement est une pratique funéraire qui consiste à accompagner un défunt dans la mort de manière volontaire ou forcée en le rejoignant dans sa tombe. On retrouve des traces de cette pratique disparue de nos jours dans de nombreuses sépultures retrouvées au quatre coins du monde. Parmi les coutumes de mort d'accompagnement volontaire, il y existe par exemple le sati pratiqué par les épouses indiennes qui, anciennement et avant que la coutume ne soit interdite par l'État, pouvaient se jeter dans le bucher de leur défunt mari.
Comme exemple de mort d'accompagnement involontaire, il y a ensuite certaines sépultures spectaculaires où l'on retrouve autour d'une dépouille principale spécialement ornée d'apparat prestigieux, des centaines de corps de personnalités de rang inférieur. Dans le cas du mausolée de l'empereur Qin, qui a donné son nom à la Chine en 221 av. J.-C., les accompagnants ont été remplacés par des statuettes en argile.
Les morts d'accompagnement ne sont en aucun cas une pratique sacrificielle à caractère religieux, mais bien une pratique qui consiste à fournir des accompagnants pour une hypothétique vie dans l'au-delà. Aucune trace de mort d'accompagnement ne semble avoir été retrouvée à l'époque du Paléolithique, ni en Europe médiévale, ni dans l'Antiquité classique.